# Campionati mondiali di kendo
I Campionati Mondiali di Kendo ‒ ufficialmente World Kendo Championships (WKC) in inglese e Sekai Kendō Senshuken Taikai (世界剣道選手権大会?) in giapponese ‒ sono la massima competizione internazionale di Kendō (剣道?) tra i paesi membri della International Kendo Federation (FIK).
I campionati si tengono ogni tre anni dal loro inizio nel 1970 (anno di fondazione della FIK stessa) e sono solitamente organizzati a rotazione tra le tre regioni amministrative della federazione: Asia, Americhe ed Europa.
Le gare dei WKC si articolano in quattro diverse competizioni:
- maschile a squadre
- maschile individuale
- femminile a squadre
- femminile individuale

Il torneo è stato esclusivamente maschile dal 1970 al 1997 quando, ai 10WKC di Kyoto, ha avuto luogo la prima competizione femminile.
Ad oggi il Giappone ha conquistato l'oro in tutte le competizioni con la sola eccezione del torneo a squadre maschile dei 13WKC (Taipei 2006), vinto dalla Corea del Sud, in cui ha perso in semifinale con gli USA.
A causa della pandemia di COVID-19 il 4 settembre 2020 è stato deciso il rinvio a data da destinarsi dei 18WKC di Parigi, previsti per maggio 2021; per la medesima ragione, l'evento è stato cancellato definitivamente il 20 febbraio 2021.
La Confederazione Italiana Kendo ha ospitato i 15WKC a Novara nel maggio 2012 ed i 19WKC nel luglio 2024 a Milano.
I prossimi campionati si terranno a Tokyo nel 2027.

## Formula della competizione
Le due competizioni a squadre vengono disputate da gruppi di cinque elementi (più un massimo di due riserve) e si articolano su due fasi: la prima prevede dei gironi all'italiana (di tre o quattro elementi ed in cui si qualificano il 1º, maschile, o il 1º ed il 2º classificato, femminile), la seconda è invece ad eliminazione diretta.
Entrambe le competizioni individuali sono interamente ad eliminazione diretta.
Come avviene per maggior parte delle competizioni di Kendō, i WKC non prevedono finali per  il 3º e 4º posto ("finalina" oppure "finale di consolazione"): vengono quindi assegnate due medaglie di bronzo ai perdenti delle semifinali.
Per ognuna delle quattro competizioni viene invece assegnato il premio Fighting Spirit agli atleti che abbiamo mostrato un forte atteggiamento mentale.
Tutte le edizioni recenti si sono tenute su tre giorni: venerdì (maschile individuale), sabato (femminile individuale ed a squadre) e domenica (maschile a squadre).
I 18WKC prevedevano per la prima volta un programma su quattro giorni: giovedì (femminile individuale), venerdì (maschile individuale), sabato (a squadre maschile e femminile, fase iniziale a gironi) e domenica (a squadre maschile e femminile, fase finale ad eliminazione diretta).
I 19WKC di Milano 2024 si sono svolti su quattro giorni ma con un ordine differente: giovedì (femminile individuale), venerdì (a squadre maschile e femminile, gironi all'italiana), sabato (maschile individuale), domenica (a squadre maschile e femminile, eliminazione diretta).

## Edizioni

### Elenco
| Ediz. | Anno | Località                   | Nazioni Partecipanti | Note                                                       | Oro                      | Oro                 | Oro                 | Oro                 |
| Ediz. | Anno | Località                   | Nazioni Partecipanti | Note                                                       | ♂♂                       | ♂                   | ♀♀                  | ♀                   |
| ----- | ---- | -------------------------- | -------------------- | ---------------------------------------------------------- | ------------------------ | ------------------- | ------------------- | ------------------- |
| 1WKC  | 1970 | Giappone, Tokyo            | 17                   | anno di fondazione della FIK                               | Giappone (bandiera)      | Giappone (bandiera) | -                   | -                   |
| 2WKC  | 1973 | Stati Uniti, Los Angeles   | 17                   |                                                            | Giappone (bandiera)      | Giappone (bandiera) | -                   | -                   |
| 3WKC  | 1976 | Regno Unito, Milton Keynes | 20                   |                                                            | Giappone (bandiera)      | Giappone (bandiera) | -                   | -                   |
| 4WKC  | 1979 | Giappone, Sapporo          | 21                   |                                                            | Giappone (bandiera)      | Giappone (bandiera) | -                   | -                   |
| 5WKC  | 1982 | Brasile, San Paolo         | 20                   |                                                            | Giappone (bandiera)      | Giappone (bandiera) | -                   | -                   |
| 6WKC  | 1985 | Francia, Parigi            | 25                   |                                                            | Giappone (bandiera)      | Giappone (bandiera) | -                   | -                   |
| 7WKC  | 1988 | Corea del Sud, Seul        | 23                   |                                                            | Giappone (bandiera)      | Giappone (bandiera) | -                   | -                   |
| 8WKC  | 1991 | Canada, Toronto            | 29                   |                                                            | Giappone (bandiera)      | Giappone (bandiera) | -                   | -                   |
| 9WKC  | 1994 | Francia, Parigi            | 32                   |                                                            | Giappone (bandiera)      | Giappone (bandiera) | -                   | -                   |
| 10WKC | 1997 | Giappone, Kyoto            | 34                   | prima edizione con competizione femminile                  | Giappone (bandiera)      | Giappone (bandiera) | Giappone (bandiera) | Giappone (bandiera) |
| 11WKC | 2000 | Stati Uniti, Santa Clara   | 36                   |                                                            | Giappone (bandiera)      | Giappone (bandiera) | Giappone (bandiera) | Giappone (bandiera) |
| 12WKC | 2003 | Regno Unito, Glasgow       | 42                   |                                                            | Giappone (bandiera)      | Giappone (bandiera) | Giappone (bandiera) | Giappone (bandiera) |
| 13WKC | 2006 | Taiwan, Taipei             | 44                   | unica edizione non vinta dalla squadra maschile giapponese | Corea del Sud (bandiera) | Giappone (bandiera) | Giappone (bandiera) | Giappone (bandiera) |
| 14WKC | 2009 | Brasile, San Paolo         | 39                   |                                                            | Giappone (bandiera)      | Giappone (bandiera) | Giappone (bandiera) | Giappone (bandiera) |
| 15WKC | 2012 | Italia, Novara             | 48                   |                                                            | Giappone (bandiera)      | Giappone (bandiera) | Giappone (bandiera) | Giappone (bandiera) |
| 16WKC | 2015 | Giappone, Tokyo            | 56                   |                                                            | Giappone (bandiera)      | Giappone (bandiera) | Giappone (bandiera) | Giappone (bandiera) |
| 17WKC | 2018 | Corea del Sud, Incheon     | 56                   |                                                            | Giappone (bandiera)      | Giappone (bandiera) | Giappone (bandiera) | Giappone (bandiera) |
| 18WKC | 2021 | Francia, Parigi            | -                    | edizione cancellata                                        | -                        | -                   | -                   | -                   |
| 19WKC | 2024 | Italia, Milano             | 60                   | prima edizione su 4 giorni                                 | Giappone (bandiera)      | Giappone (bandiera) | Giappone (bandiera) | Giappone (bandiera) |
| 20WKC | 2027 | Giappone, Tokyo            |                      | [ in programma ]                                           |                          |                     |                     |                     |

### Edizioni per Nazione
La tabella seguente tiene conto di tutte le edizioni, incluse quelle assegnate e successivamente annullate.
| # | Nazione       | Edizioni                        | Federazione Locale                    |
| - | ------------- | ------------------------------- | ------------------------------------- |
| 5 | Giappone      | 1WKC, 4WKC, 10WKC, 16WKC, 20WKC | All Japan Kendo Federation            |
| 3 | Francia       | 6WKC, 9WKC, 18WKC               | FFJDA – Comité National de Kendo & DR |
| 2 | Brasile       | 5WKC, 14WKC                     | Confederação Brasileira de Kendo      |
| 2 | Corea del Sud | 7WKC, 17WKC                     | Korea Kumdo Association               |
| 2 | Italia        | 15WKC, 19WKC                    | Confederazione Italiana Kendo         |
| 2 | Regno Unito   | 3WKC, 12WKC                     | British Kendo Association             |
| 2 | Stati Uniti   | 2WKC, 11WKC                     | All United States Kendo Federation    |
| 1 | Canada        | 8WKC                            | Canadian Kendo Federation             |
| 1 | Taiwan        | 13WKC                           | Republic of China Kendo Federation    |

### Edizioni per Zona FIK
La tabella seguente tiene conto di tutte le edizioni, incluse quelle assegnate e successivamente annullate.
| # | Zona FIK       | Edizioni                                            |
| - | -------------- | --------------------------------------------------- |
| 7 | Zona Asiatica  | 1WKC, 4WKC, 7WKC, 10WKC, 13WKC, 16WKC, 17WKC, 20WKC |
| 7 | Zona Europea   | 3WKC, 6WKC, 9WKC, 12WKC, 15WKC, 18WKC, 19WKC        |
| 5 | Zona Americana | 2WKC, 5WKC, 8WKC, 11WKC, 14WKC                      |

## Albo d'oro
Tutti i dati sono tratti dalla pagina dedicata ai risultati dei WKC del sito ufficiale FIK.

### Maschile

#### A squadre
| Ediz. | Oro                                                    | Argento                                                | Bronzo                                                 | Bronzo                                                 |
| ----- | ------------------------------------------------------ | ------------------------------------------------------ | ------------------------------------------------------ | ------------------------------------------------------ |
| 1WKC  | Giappone                                               | Taipei cinese                                          | Brasile                                                | Okinawa                                                |
| 2WKC  | Giappone                                               | Canada                                                 | Stati Uniti                                            | Hawaii                                                 |
| 3WKC  | Giappone                                               | Canada                                                 | Stati Uniti                                            | Taipei Cinese                                          |
| 4WKC  | Giappone                                               | Corea del Sud                                          | Stati Uniti                                            | Hawaii                                                 |
| 5WKC  | Giappone                                               | Brasile                                                | Stati Uniti                                            | Corea del Sud                                          |
| 6WKC  | Giappone                                               | Brasile                                                | Corea del Sud                                          | Canada                                                 |
| 7WKC  | Giappone                                               | Corea del Sud                                          | Canada                                                 | Brasile                                                |
| 8WKC  | Giappone                                               | Corea del Sud                                          | Canada                                                 | Taipei Cinese                                          |
| 9WKC  | Giappone                                               | Corea del Sud                                          | Canada                                                 | Taipei Cinese                                          |
| 10WKC | Giappone                                               | Corea del Sud                                          | Brasile                                                | Taipei Cinese                                          |
| 11WKC | Giappone                                               | Corea del Sud                                          | Canada                                                 | Brasile                                                |
| 12WKC | Giappone                                               | Corea del Sud                                          | Stati Uniti                                            | Italia                                                 |
| 13WKC | Corea del Sud                                          | Stati Uniti                                            | Giappone                                               | Taipei Cinese                                          |
| 14WKC | Giappone                                               | Stati Uniti                                            | Corea del Sud                                          | Brasile                                                |
| 15WKC | Giappone                                               | Corea del Sud                                          | Stati Uniti                                            | Ungheria                                               |
| 16WKC | Giappone                                               | Corea del Sud                                          | Stati Uniti                                            | Ungheria                                               |
| 17WKC | Giappone                                               | Corea del Sud                                          | Taipei Cinese                                          | Stati Uniti                                            |
| 18WKC | edizione cancellata a causa della pandemia di COVID-19 | edizione cancellata a causa della pandemia di COVID-19 | edizione cancellata a causa della pandemia di COVID-19 | edizione cancellata a causa della pandemia di COVID-19 |
| 19WKC | Giappone                                               | Corea del Sud                                          | Francia                                                | Stati Uniti                                            |

#### Individuale
| Ediz. | Oro                                                    | Argento                                                | Bronzo                                                 | Bronzo                                                 |
| ----- | ------------------------------------------------------ | ------------------------------------------------------ | ------------------------------------------------------ | ------------------------------------------------------ |
| 1WKC  | M.Kobayashi                                            | T.Toda                                                 | Y.Taniguchi                                            | T.Ota                                                  |
| 2WKC  | T.Sakuragi                                             | H.Yano                                                 | T.Fujita                                               | J.R.Rhee                                               |
| 3WKC  | E.Yokoo                                                | K.Ono                                                  | I.Hosoda                                               | C.T.Wu                                                 |
| 4WKC  | H.Yamada                                               | K.Furukawa                                             | H.Aikawa                                               | K.Terada                                               |
| 5WKC  | M.Makita                                               | T.Kosaka                                               | W.Okajima                                              | H.Yasugahira                                           |
| 6WKC  | K.Koda                                                 | H.Ogawa                                                | J.C.Park                                               | K.N..Kim                                               |
| 7WKC  | I.Okido                                                | A.Hayashi                                              | H.Sakata                                               | K.N.Kim                                                |
| 8WKC  | S.Muto                                                 | H.Sakata                                               | M.Yamamoto                                             | S.Shimizu                                              |
| 9WKC  | H.Takahashi                                            | K.Takei                                                | S.Hirano                                               | N.Eiga                                                 |
| 10WKC | M.Miyazaki                                             | F.Miyazaki                                             | T.Ishida                                               | Park                                                   |
| 11WKC | N.Eiga                                                 | K.Takenaka                                             | T.Someya                                               | S.S.Hong                                               |
| 12WKC | H.Sato                                                 | H.Iwasa                                                | M.Sato                                                 | K.B.Lim                                                |
| 13WKC | M.Hojo                                                 | T.Tanaka                                               | S.H.Kang                                               | G.H.Oh                                                 |
| 14WKC | S.Teramoto                                             | B.H.Park                                               | K.H.Lee                                                | C.K.Choi                                               |
| 15WKC | S.Takanabe                                             | W.Kim                                                  | T.Kim                                                  | K.Furukawa                                             |
| 16WKC | T.Amishiro                                             | Y.Takenouchi                                           | M.U.Jang                                               | H.Nishimura                                            |
| 17WKC | S.Ando                                                 | J.Y.Jo                                                 | Y.Takenouchi                                           | B.H.Park                                               |
| 18WKC | edizione cancellata a causa della pandemia di COVID-19 | edizione cancellata a causa della pandemia di COVID-19 | edizione cancellata a causa della pandemia di COVID-19 | edizione cancellata a causa della pandemia di COVID-19 |
| 19WKC | K.Hoshiko                                              | K.Matsuzaki                                            | K.Kimura                                               | S.Ohira                                                |

### Femminile

#### A squadre
| Ediz. | Oro                                                    | Argento                                                | Bronzo                                                 | Bronzo                                                 |
| ----- | ------------------------------------------------------ | ------------------------------------------------------ | ------------------------------------------------------ | ------------------------------------------------------ |
| 10WKC | Giappone-B                                             | Giappone-A                                             | Stati Uniti-B                                          | Corea del Sud-A                                        |
| 11WKC | Giappone                                               | Brasile                                                | Stati Uniti                                            | Canada                                                 |
| 12WKC | Giappone                                               | Corea del Sud                                          | Taipei cinese                                          | Canada                                                 |
| 13WKC | Giappone                                               | Corea del Sud                                          | Germania                                               | Canada                                                 |
| 14WKC | Giappone                                               | Corea del Sud                                          | Stati Uniti                                            | Brasile                                                |
| 15WKC | Giappone                                               | Corea del Sud                                          | Germania                                               | Brasile                                                |
| 16WKC | Giappone                                               | Corea del Sud                                          | Stati Uniti                                            | Brasile                                                |
| 17WKC | Giappone                                               | Corea del Sud                                          | Canada                                                 | Australia                                              |
| 18WKC | edizione cancellata a causa della pandemia di COVID-19 | edizione cancellata a causa della pandemia di COVID-19 | edizione cancellata a causa della pandemia di COVID-19 | edizione cancellata a causa della pandemia di COVID-19 |
| 19WKC | Giappone                                               | Corea del Sud                                          | Australia                                              | Stati Uniti                                            |

#### Individuale
| Ediz. | Oro                                                    | Argento                                                | Bronzo                                                 | Bronzo                                                 |
| ----- | ------------------------------------------------------ | ------------------------------------------------------ | ------------------------------------------------------ | ------------------------------------------------------ |
| 10WKC | M.Kimura                                               | S.Mogi                                                 | W.Nakano                                               | H.J.Cho                                                |
| 11WKC | T.Kawano                                               | K.Baba                                                 | H.Yano                                                 | S.Asahina                                              |
| 12WKC | K.Baba                                                 | Y.Tsubota                                              | K.Okada                                                | S.Asahina                                              |
| 13WKC | S.Sugimoto                                             | K.Komuro                                               | E.Inagaki                                              | M.Shimokawa                                            |
| 14WKC | Y.Takami                                               | S.Shojima                                              | C.Shinzato                                             | E..Takashina                                           |
| 15WKC | S.Sakuma                                               | K.Kurokawa                                             | S.Shodai                                               | M.Kawagoe                                              |
| 16WKC | M.Matsumoto                                            | Y.Y.Hu                                                 | B.K.Won                                                | Y.Takami                                               |
| 17WKC | M.Matsumoto                                            | M.Yamamoto                                             | M.Senoo                                                | M.Fujimoto                                             |
| 18WKC | edizione cancellata a causa della pandemia di COVID-19 | edizione cancellata a causa della pandemia di COVID-19 | edizione cancellata a causa della pandemia di COVID-19 | edizione cancellata a causa della pandemia di COVID-19 |
| 19WKC | M.Kondo                                                | M.Suenaga                                              | M.Sato                                                 | M.Senoo                                                |

## Medagliere
Tutti i dati sono tratti dalla pagina dedicata ai risultati dei WKC del sito ufficiale FIK.

### Maschile

#### A squadre
| Rank | Nazione       | Oro | Argento | Bronzo | Totale |
| ---- | ------------- | --- | ------- | ------ | ------ |
| 1    | Giappone      | 17 | 0       | 1      | 18     |
| 1    | Giappone      | Oro · Oro · Oro · Oro · Oro · Oro · Oro · Oro · Oro · Oro · Oro · Oro · Oro · Oro · Oro · Oro · Oro · Bronzo                                 |         |        |        |
| 2    | Corea del Sud | 2 | 10      | 3      | 15     |
| 2    | Corea del Sud | Oro · Argento · Argento · Argento · Argento · Argento · Argento · Argento · Argento · Argento · Argento · Argento · Bronzo · Bronzo · Bronzo |         |        |        |
| 3    | Stati Uniti   | 0 | 2       | 9      | 11     |
| 3    | Stati Uniti   | Argento · Argento · Bronzo · Bronzo · Bronzo · Bronzo · Bronzo · Bronzo · Bronzo · Bronzo · Bronzo                                           |         |        |        |
| 4    | Brasile       | 0 | 2       | 5      | 7      |
| 4    | Brasile       | Argento · Argento · Bronzo · Bronzo · Bronzo · Bronzo · Bronzo                                                                               |         |        |        |
| 4    | Canada        | 0 | 2       | 5      | 7      |
| 4    | Canada        | Argento · Argento · Bronzo · Bronzo · Bronzo · Bronzo · Bronzo                                                                               |         |        |        |
| 5    | Taipei cinese | 0 | 1       | 6      | 7      |
| 5    | Taipei cinese | Argento · Bronzo · Bronzo · Bronzo · Bronzo · Bronzo · Bronzo                                                                                |         |        |        |
| 6    | Hawaii        | 0 | 0       | 2      | 2      |
| 6    | Hawaii        | Bronzo · Bronzo |         |        |        |
| 6    | Ungheria      | 0 | 0       | 2      | 2      |
| 6    | Ungheria      | Bronzo · Bronzo |         |        |        |
| 7    | Francia       | 0 | 0       | 1      | 1      |
| 7    | Francia       | Bronzo |         |        |        |
| 7    | Italia        | 0 | 0       | 1      | 1      |
| 7    | Italia        | Bronzo |         |        |        |
| 7    | Okinawa       | 0 | 0       | 1      | 1      |
| 7    | Okinawa       | Bronzo |         |        |        |

#### Individuale
| Rank | Nazione       | Oro | Argento | Bronzo | Totale |
| ---- | ------------- | --- | ------- | ------ | ------ |
| 1    | Giappone      | 18 | 15      | 21     | 54     |
| 1    | Giappone      | Oro · Oro · Oro · Oro · Oro · Oro · Oro · Oro · Oro · Oro · Oro · Oro · Oro · Oro · Oro · Oro · Oro · Oro · Argento · Argento · Argento · Argento · Argento · Argento · Argento · Argento · Argento · Argento · Argento · Argento · Argento · Argento · Argento · Bronzo · Bronzo · Bronzo · Bronzo · Bronzo · Bronzo · Bronzo · Bronzo · Bronzo · Bronzo · Bronzo · Bronzo · Bronzo · Bronzo · Bronzo · Bronzo · Bronzo · Bronzo · Bronzo · Bronzo · Bronzo |         |        |        |
| 2    | Corea del Sud | 0 | 3       | 14     | 17     |
| 2    | Corea del Sud | Argento · Argento · Argento · Bronzo · Bronzo · Bronzo · Bronzo · Bronzo · Bronzo · Bronzo · Bronzo · Bronzo · Bronzo · Bronzo · Bronzo · Bronzo · Bronzo |         |        |        |
| 3    | Taipei cinese | 0 | 0       | 1      | 1      |
| 3    | Taipei cinese | Bronzo |         |        |        |

### Femminile

#### A squadre
| Rank | Nazione       | Oro                                                                | Argento | Bronzo | Totale |
| ---- | ------------- | ------------------------------------------------------------------ | ------- | ------ | ------ |
| 1    | Giappone      | 9                                                                  | 1       | 0      | 10     |
| 1    | Giappone      | Oro · Oro · Oro · Oro · Oro · Oro · Oro · Oro · Oro · Argento      |         |        |        |
| 2    | Corea del Sud | 0                                                                  | 6       | 1      | 7      |
| 2    | Corea del Sud | Argento · Argento · Argento · Argento · Argento · Argento · Bronzo |         |        |        |
| 3    | Brasile       | 0                                                                  | 1       | 3      | 4      |
| 3    | Brasile       | Argento · Bronzo · Bronzo · Bronzo                                 |         |        |        |
| 4    | Stati Uniti   | 0                                                                  | 0       | 5      | 5      |
| 4    | Stati Uniti   | Bronzo · Bronzo · Bronzo · Bronzo · Bronzo                         |         |        |        |
| 5    | Canada        | 0                                                                  | 0       | 4      | 4      |
| 5    | Canada        | Bronzo · Bronzo · Bronzo · Bronzo                                  |         |        |        |
| 6    | Australia     | 0                                                                  | 0       | 2      | 2      |
| 6    | Australia     | Bronzo · Bronzo                                                    |         |        |        |
| 6    | Germania      | 0                                                                  | 0       | 2      | 2      |
| 6    | Germania      | Bronzo · Bronzo                                                    |         |        |        |
| 7    | Taipei cinese | 0                                                                  | 0       | 1      | 1      |
| 7    | Taipei cinese | Bronzo                                                             |         |        |        |

#### Individuale
| Rank | Nazione       | Oro | Argento | Bronzo | Totale |
| ---- | ------------- | --- | ------- | ------ | ------ |
| 1    | Giappone      | 9 | 8       | 14     | 31     |
| 1    | Giappone      | Oro · Oro · Oro · Oro · Oro · Oro · Oro · Oro · Oro · Argento · Argento · Argento · Argento · Argento · Argento · Argento · Argento · Bronzo · Bronzo · Bronzo · Bronzo · Bronzo · Bronzo · Bronzo · Bronzo · Bronzo · Bronzo · Bronzo · Bronzo · Bronzo · Bronzo |         |        |        |
| 2    | Corea del Sud | 0 | 1       | 2      | 3      |
| 2    | Corea del Sud | Argento · Bronzo · Bronzo |         |        |        |
| 3    | Brasile       | 0 | 0       | 1      | 1      |
| 3    | Brasile       | Bronzo |         |        |        |
| 3    | Canada        | 0 | 0       | 1      | 1      |
| 3    | Canada        | Bronzo |         |        |        |